# San Marino (miasto)
San Marino (wł. Città di San Marino) – stolica San Marino, położona w środkowej części kraju, na zachodnich stokach Monte Titano. Trzeci co do wielkości zamek kraju. W 2012 roku liczył 4214 mieszkańców.
W 2008 roku historyczne centrum San Marino zostało wraz z Monte Titano wpisane na listę światowego dziedzictwa UNESCO.
Miasto zostało założone 3 września 301 roku.
Miastem partnerskim San Marino jest San Leo we Włoszech. W San Marino znajduje się Uniwersytet w San Marino, Międzynarodowa Akademia Nauk San Marino oraz Politechnika.

## Zabytki
- mury obronne z XIII–XIV w.
- trzy twierdze z XI–XIV w., tzw. trzy wieże, usytuowane na Monte Titano: La Rocca o Guaita, La Cesta, Il Montale
- kościoły: św. Franciszka (XIV–XIX w.), św. Piotra (XVI w., XIX w.), bazylika św. Maryna (XIX w.)
- pałace: Valloni (XV, XVII w.), dei Capitani
- ratusz (Palazzo Pubblico, 1884–1894)
- konwent kapucynów z funkcjonującym więzieniem
- muzea, m.in. znane muzeum filatelistyczno-numizmatyczne.